# وتو سوزوكي
وتو سوزوكي (باليابانية: 鈴木 翔登) (مواليد 16 أكتوبر 1992)، هو لاعب كرة قدم ياباني سابق كان يلعب كمدافع.

## وصلات خارجية
- وتو سوزوكي على موقع رابطة كرة القدم اليابانية للمحترفين (اليابانية)
- وتو سوزوكي على موقع قاعدة بيانات كرة القدم.إي يو (الإنجليزية)
- وتو سوزوكي على موقع Soccerway.com (الإنجليزية)
- وتو سوزوكي على موقع عالم كرة القدم.نت (الإنجليزية)